# Edmond Vian
Pour les articles homonymes, voir Vian (homonymie).
Edmond Vian est un homme politique français né le 23 février 1874 à Liverdun (Meurthe-et-Moselle) et décédé le 9 juin 1930 à Saint-Chéron (Essonne).
Fils de Georges Vian, député de Seine-et-Oise de 1890 à 1893, il est médecin, maire de Saint-Chéron (1908-1929), conseiller général du canton de Dourdan (1907-1930), et député de Seine-et-Oise de 1910 à 1914. Il siège au groupe radical-socialiste.

## Sources
- « Edmond Vian », dans le Dictionnaire des parlementaires français (1889-1940), sous la direction de Jean Jolly, PUF, 1960 [détail de l’édition]